# ألكسندر دي بوارنيه
ألكسندر دي بوارنيه (بالفرنسية: Alexandre de Beauharnais) (و. 1760 – 1794 م) هو سياسي، وعسكري فرنسي، ولد في فور دو فرانس، توفي في باريس، عن عمر يناهز 34 عاماً، بسبب مقصلة.

## مناصب
تولى منصب نائب فرنسي..

## التعليم
تعلم في جامعة هايدلبرغ.

## الخدمة العسكرية
خدم في مشاة.